# Мескіт (Техас)
Мескіт (англ. Mesquite) — місто (англ. city) в США, в округах Даллас і Кофман на півночі штату Техас, східне передмістя Далласу. Населення — 150 108 осіб (2020). Засноване 14 березня 1878 року. Відоме як «Техаська столиця родео». Найбільше підприємство — посилочне підприємство ЮПіеС (UPS).

## Географія
Мескіт розташований за координатами 32°45′50″ пн. ш. 96°35′33″ зх. д. / 32.76389° пн. ш. 96.59250° зх. д. (32.763903, -96.592426). За даними Бюро перепису населення США в 2010 році місто мало площу 119,59 км², з яких 119,19 км² — суходіл та 0,39 км² — водойми.

## Демографія
Згідно з переписом 2010 року, у місті мешкали 139 824 особи в 48 390 домогосподарствах у складі 35 444 родин. Густота населення становила 1169 осіб/км². Було 51952 помешкання (434/км²).
Расовий склад населення:
| - 59,0 % — білих - 21,8 % — чорних або афроамериканців - 3,2 % — азіатів - 0,8 % — корінних американців - 0,1 % — вихідців з тихоокеанських островів - 11,9 % — осіб інших рас |

До двох чи більше рас належало 3,1 %. Частка іспаномовних становила 31,6 % від усіх жителів.
За віковим діапазоном населення розподілялося таким чином: 29,8 % — особи молодші 18 років, 61,6 % — особи у віці 18—64 років, 8,6 % — особи у віці 65 років та старші. Медіана віку мешканця становила 32,3 року. На 100 осіб жіночої статі у місті припадало 91,3 чоловіків; на 100 жінок у віці від 18 років та старших — 86,4 чоловіків також старших 18 років.
Середній дохід на одне домашнє господарство становив 61 692 долари США (медіана — 49 604), а середній дохід на одну сім'ю — 66 708 доларів (медіана — 55 593). Медіана доходів становила 40 373 долари для чоловіків та 35 628 доларів для жінок. За межею бідності перебувало 15,4 % осіб, у тому числі 22,9 % дітей у віці до 18 років та 6,5 % осіб у віці 65 років та старших.
Цивільне працевлаштоване населення становило 69 603 особи. Основні галузі зайнятості: освіта, охорона здоров'я та соціальна допомога — 21,4 %, роздрібна торгівля — 12,1 %, науковці, спеціалісти, менеджери — 10,2 %, мистецтво, розваги та відпочинок — 9,1 %.